# Karim Masimov
Karim Kajymqanuly Masímov (en kazajo, Мәсімов, Кәрім Қажымқанұлы, nacido en la ciudad de Tselinogrado, actual Astaná, el 15 de junio de 1965) es un político de Kazajistán.

## Biografía
Masímov habla fluidamente en kazajo, ruso, inglés, chino y árabe. Estudió en la República Popular China y trabajó en Hong Kong, donde actuó como representante comercial de su país. Es también considerado un nombre bien aceptado por el Kremlin.
Desde el 2 de abril de 2014 y hasta el 8 de septiembre de 2016 ocupó el cargo de primer ministro y previamente asumió el puesto desde el 10 de enero de 2007 hasta el 24 de septiembre de 2012.
Massimov presidió el KNB (agencia de inteligencia del Kazajistán independiente) creada para reemplazar al KGB de la era soviética, desde 2016 hasta el 5 de enero de 2022, fue destituido en medio de los violentos disturbios que se desataron en todo el país. El 8 de enero, fue arrestado y posteriormente condenado a 18 años de prisión tras un juicio clasificado en Astaná por alta traición, intento de golpe de Estado y abuso de poder. Tres de sus exvicepresidentes —Anuar Sadykulov, Daulet Yergozhin y Marat Osipov— recibieron penas de entre tres y 16 años. 